# 小行星490
小行星490（490 Veritas）是由德国天文学家马克斯·沃夫于1902年9月3日在德国海德堡王座山天文台利用照相法发现的主带小行星。它是成员数超过300颗小行星威耳塔斯族小行星的代表星，直径115.55千米，仅此于直径125千米的波女星（小行星92），是威耳塔斯族小行星第二大的小行星。
該小行星以罗马神话的真理女神維瑞塔斯命名。
这颗小行星的绝对星等为8.32等。

## 撞击事件
美国西南研究院的研究者David Nesvorný对威耳塔斯族小行星成员的运行轨迹进行反推，计算出它们是在800万年前一颗直径至少为150千米的小行星被另外一颗直径相对较小的天体撞击后残存的碎片，其中小行星490和波女星是残留碎片中最大的成员。
Kenneth Farley等人继续David Nesvorný的研究，在地球海底沉积物发现在从820万年前开始到达地球表面的宇宙尘埃突然增加了四倍，然后又在之后的150万年内逐渐减少的证据。这也是过去一亿年中宇宙尘埃沉积增幅最大的一次。虽然有人怀疑小行星490离木星太远，没有足够的力量将这次撞击中产生的尘埃推向地球表面。但实际上太阳辐射也可以使产生的尘埃在一定时间内向内漂移进行地球轨道，并在地球海底留下大量的尘埃沉积物。时至今日，威耳塔斯族小行星之间的碰撞仍然给地球每年带来约500万吨的宇宙尘埃，占地球获得宇宙尘埃总数的15%。

## 相关條目
- 小行星列表/10001-11000

## 外部連結
- Asteroid Lightcurve Database (LCDB) （页面存档备份，存于）, query form (info （页面存档备份，存于）)
- Dictionary of Minor Planet Names, Google books
- Discovery Circumstances: Numbered Minor Planets (10001)-(15000) （页面存档备份，存于） – Minor Planet Center
- 小行星490 at AstDyS-2, Asteroids—Dynamic Site
  - Ephemeris · Observation prediction · Orbital info · Proper elements · Observational info
- NASA JPL小天體瀏覽器上的小行星490

| 前一小行星： 小行星489 | 小行星列表 | 後一小行星： 小行星491 |